# 臺南市立建興國民中學
22°59′18″N 120°12′11″E / 22.9883313770799981°N 120.20308111272367°E

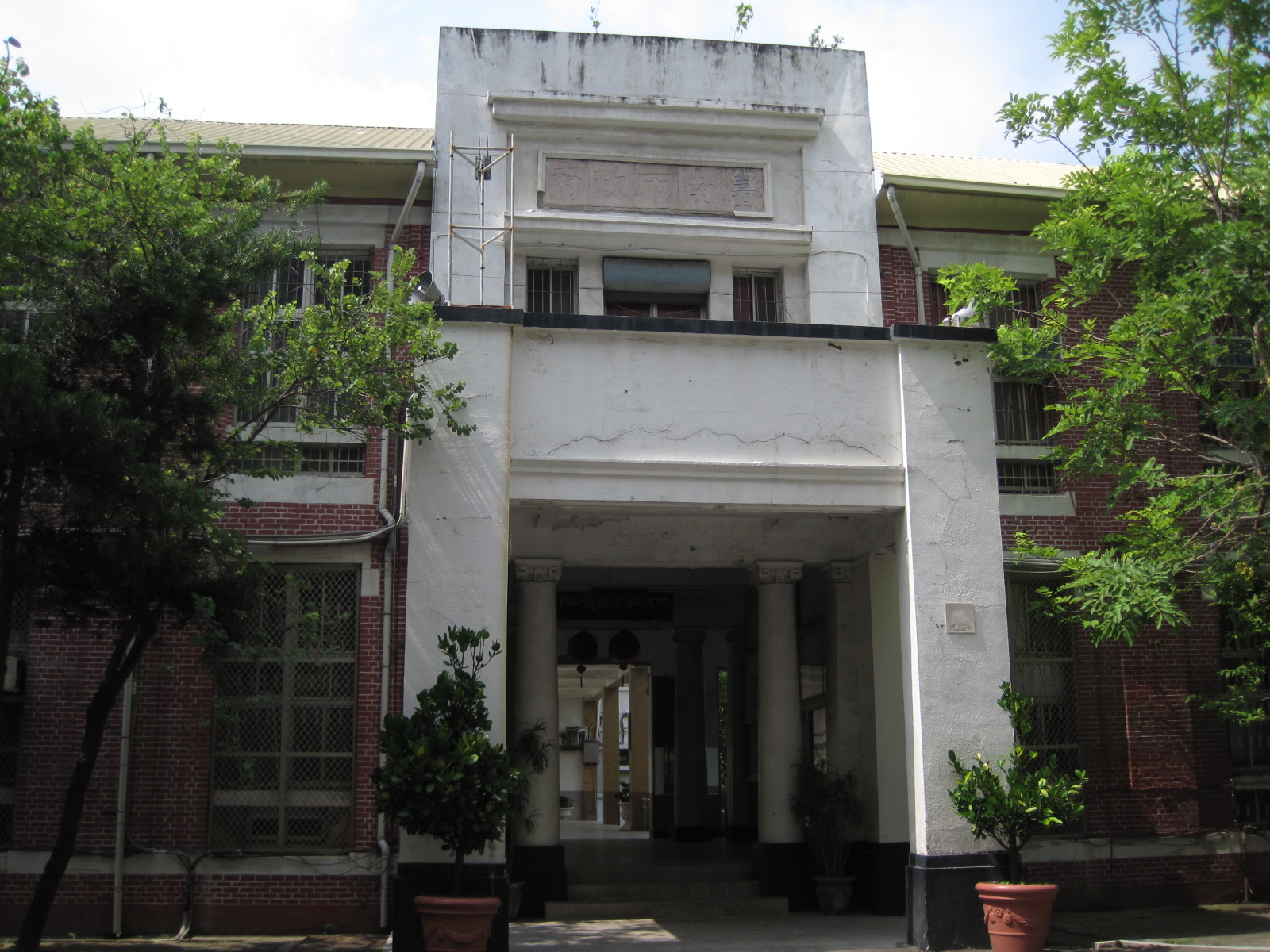
建興國中舊校舍，台南市歷史建築「原南門尋常小學校舍」。

臺南市立建興國民中學（簡稱建興國中），是一所位於臺灣臺南市中西區的市立國民中學，成立於1968年，普通班初僅招收男性學生，後於2008年開放女性就讀。

## 歷史
1967年11月15日，核准籌設。1968年8月1日正式成立。1969年9月30日，原於校內原南門尋常小學校舍辦公之臺南市政府遷至原臺南州廳。

## 學區
建興國中為臺南市總量管制學校之一，其學區如下：
- 基本學區：中西區小西門里（15至19鄰）、永華里、赤嵌里、法華里、南門里、南美里、城隍里、郡王里、開山里
- 共同學區：中西區：小西門里（1至14鄰，大成國中、中山國中）、南區竹溪里（大成國中、中山國中）、東區大同里（1至4鄰，忠孝國中、中山國中）[4]

## 文化資產
建興國中校內有一歷史建築－原南門尋常小學校舍，建於1919年、供1915年建校之「臺南第二尋常高等小學校」用，該校於1921年改稱「南門尋常小學校」，復於1934年開辦高等科而改稱「南門尋常高等小學校」，後再因臺灣教育令修正，而於1941年改稱「南門國民學校」，戰後該校改為「臺南市中區第二國民學校」（即今永福國小）並遷往永福路現址，原校舍則為臺南市政府辦公之用，直至1969年10月方移交建興國中。
此建物外觀為紅磚折衷式樣，南面為平拱走廊，北面則全為磚面，東西兩端屋簷下各有菱形裝飾，中央入口之上有白色飾帶。門廳柱之柱頭以類似回紋之裝飾處理成似愛奧尼克式，但為方形。開口部基本上是方形上下推拉窗，大多以推窗之方式出現。東西兩側走廊末端則有圓拱形門洞。1973年曾全面整修補強結構，抽換老舊之樓板與屋頂，外貌上則保存原有之造型特徵。

## 歷任校長
| 任次 | 姓名   | 任期                  |
| ---- | ------ | --------------------- |
| 1    | 張隱約 | 1968年8月－1972年2月  |
| 2    | 陳峰津 | 1972年5月－1977年10月 |
| 3    | 謝錦鑾 | 1978年2月－1986年3月  |
| 4    | 王瑞仁 | 1986年3月－1992年12月 |
| 5    | 盧 強  | 1993年2月－2001年7月  |
| 6    | 劉丁洲 | 2001年8月－2007年7月  |
| 7    | 高彩珠 | 2007年8月－2015年7月  |
| 8    | 陳建和 | 2015年8月-2023年7月   |
| 9    | 侯志偉 | 2023年8月至今         |

## 著名校友
Category:臺南市立建興國民中學校友

## 外部連結
- 臺南市立建興國民中學
- 建興  學生會 Facebook粉絲專頁 （页面存档备份，存于）